# Stenosmylus tenuis
Stenosmylus tenuis är en insektsart som först beskrevs av Walker 1853.  Stenosmylus tenuis ingår i släktet Stenosmylus och familjen vattenrovsländor. Inga underarter finns listade i Catalogue of Life.